# Syvalamm
Syvalamm är en sjö i Orsa kommun i Dalarna och ingår i Dalälvens huvudavrinningsområde.